# Kruh
Kruh là một làng thuộc huyện Semily, vùng Liberecký, Cộng hòa Séc.